# Oedudes spectabilis
Oedudes spectabilis är en skalbaggsart som först beskrevs av Dru Drury 1782. Oedudes spectabilis ingår i släktet Oedudes och familjen långhorningar.
Artens utbredningsområde är:
- Costa Rica.
- Guatemala.
- Honduras.
- Panama.

Inga underarter finns listade i Catalogue of Life.